# Edmond Brua
 (février 2014).
Si vous disposez d'ouvrages ou d'articles de référence ou si vous connaissez des sites web de qualité traitant du thème abordé ici, merci de compléter l'article en donnant les références utiles à sa vérifiabilité et en les liant à la section « Notes et références ».
Pour les articles homonymes, voir Brua.
Edmond Brua (Philippeville, 15 novembre 1901 - Nice, 26 avril 1977) est un journaliste célèbre pour avoir publié en 1942 à Alger en Algérie française  une parodie du Cid. Il s'agit d'une transposition en pataouète,  argot pied-noir de la célèbre pièce de Corneille écrite en vers. Cette parodie fut adaptée au cinéma en 1979 par le réalisateur Philippe Clair sous le titre Rodriguez au pays des merguez.
Comme pied noir, Edmond Brua a également écrit et publié d'autres ouvrages en pataouète : Fables Bônoises, Souvenirs de la planète, et des recueils de poèmes (Faubourg de l'espérance).

## Jeunesse
Edmond Brua est né à Philippeville en 1901. Son père était un fonctionnaire des Finances, fils d'un meunier alsacien arrivé en Algérie en 1840, et sa mère, née à Avisa, en Corse, était la petite nièce d'un médecin généraliste qui avait fait carrière en Algérie. 
Il grandit dans une fratrie de neuf enfants. Sous l'influence de son père, érudit et exigeant, il se passionne très tôt pour les lettres. 
L'une de ses sœurs, Rose Celli, était reconnue en tant que romancière et comme traductrice de Virginia Woolf, Melville ou encore Dickens.